# Société de tir de Neufchâteau
La Société de tir de Neufchâteau a été fondée en 1877. Elle se situe Rue du Stand à Neufchâteau dans le département des Vosges. Elle accueille les enfants dès 8 ans et les adultes sans limite d'âge désireux de pratiquer le tir sportif en loisir ou en compétition.

## Histoire
Fondée en 1877, cette société de tir est depuis quelques années connue au niveau national, notamment depuis sa victoire au Trophée Cibles couleurs.
Le 29 juin 1902, un grand concours de tir est organisé en présence des personnalités locales, et de représentants de communes des départements voisins dont les tireurs étaient appelés à participer.
Au début du vingtième siècle elle est connue sous le nom de Société de tir et de préparation militaire de Neufchâteau.
La société de tir de Neufchâteau a doublé le nombre de femmes licenciées entre 2015 et 2019, suivant en cela les efforts de la Fédération française de tir qui impulse une politique de féminisation à compter de 2012. Le groupe mis en place qui comptait au départ 2 femmes en compte aujourd'hui 13 et se surnomme les Miss Purple; il s'agit de la première école de tir féminine de France.
En 2019, la société remporte le premier prix du trophée fédéral "Cibles Couleurs" pour son projet innovant,. Le projet, porté par les jeunes du club, de développer les installations tout en mettant en place des actions écologiques a touché la fédération et les partenaires.

## Stand

### Localisation
Le stand de tir se situe dans la Rue du Stand, à Neufchâteau (48° 21′ 40″ N, 5° 42′ 16″ E).

### Disciplines et pas de tir
Les disciplines qui peuvent se pratiquer sont celles que l'on retrouve dans la Fédération Française de Tir :

#### 10m
- la carabine précision (air comprimé)
- le pistolet précision (air comprimé)
- la carabine 3 positions
- le pistolet vitesse
- le pistolet standard
- le pistolet 3 x 7
- l'arbalète match

#### 25m
- le pistolet standard
- le pistolet vitesse olympique
- le pistolet à percussion centrale

#### 50m
- le pistolet libre
- le 60 balles couché (carabine 22 LR)
- le 3 positions (carabine 22 LR)

#### Pas de tir
Tous les pas de tir sont accessibles aux personnes à mobilité réduite.
Le pas de tir 10 m dispose de 24 postes de tir : 18 postes avec des rameneurs électriques, 1 module vitesse, 1 module standard, 2 postes arbalètes, 5 cibles électroniques.
Le pas de tir 25 m dispose de 4 travées de 5 postes équipées de cibles pivotantes.
Le pas de tir 50 m est composé de 22 postes permettant le tir à la carabine dans les 3 positions (couché, genou, debout) dont 6 sont équipés pour le tir au pistolet.

## Palmarès
- résultats de la Société de Tir de Neufchâteau sur le site STATIS'TIR

### Performances au niveau national
Depuis plusieurs années, la Société de Tir de Neufchâteau est présente sur les podiums, mais obtient également de nombreuses places d'honneur (top 10 national). Le club de tir de Neufchâteau est aussi très connu au niveau national pour son entraide et son esprit d'équipe, c'est ce qui fait depuis longtemps et encore aujourd'hui sa force.

#### 1948
- 1er : équipe carabine 50 m junior (M. Mercier, A. Hainzelin, M. Ruellet)

#### 1984
- Jean-Jacques Estiot : 3e en carabine 10 m benjamin
- Xavier Cipresso : 3e en carabine 10 m poussin
- 2e : équipe carabine 10 m poussin (Xavier Cipresso, Laurent Guilland, Vincent Tabellion)

#### 1999
- Geoffrey Fauconnier : Champion de France en carabine 10 m minime
- 2e : équipe carabine 10 m minime (Céline Dupont, Geoffrey Fauconnier, Déborah Gaudez)

#### 2002
- Geoffrey Fauconnier : 3e en carabine 60BC cadet

#### 2004
- Heidi Bourg : 3e en carabine 10 m poussine[15]

#### 2005
- Aurlane Gérard : 3e en carabine 60BC minime[16]

#### 2015
- 3e : équipe carabine 3x20 cadet (Raphaël Deporte, Emilien Husson, Gabriel Senée)[17]

#### 2016
- Marin Didelot : Champion de France en carabine 10 m poussin[18] en établissant un nouveau record national[19].
- Floriane Bogard : 3e en carabine 3x20 cadette[20]
- Floriane Bogard : 3e en carabine 3x40 junior[20]
- 1re : équipe carabine 3x20 cadette (Romane Benel, Floriane Bogard, Aurore Vanzeveren)[20]
- 3e : équipe arbalète 10 m junior (Floriane Bogard, Raphaël Deporte, Gabriel Senée)[21]

#### 2017
- Floriane Bogard : Championne de France en carabine 60BC juniore[22]
- Floriane Bogard : 3e en carabine 3x20 juniore[22]
- 1re : équipe carabine 3x20 juniore (Romane Benel, Floriane Bogard, Aurore Vanzeveren)[22]
- 2e : équipe arbalète 10 m junior  (Floriane Bogard, Raphaël Deporte, Emilien Husson)[23]

#### 2018
- Michel Lecreux : 3e en carabine 3x20 300 m sénior 2[24],[25]
- 2e : équipe carabine 10 m juniore (Romane Benel, Floriane Bogard, Aurore Vanzeveren)[26]
- 2e : équipe carabine 60BC juniore (Romane Benel, Floriane Bogard, Aurore Vanzeveren)[24]
- 2e : équipe carabine 60BC junior (Nicolas Baleret, Raphaël Deporte, Emilien Husson)[24]
- 3e : équipe carabine 3x40 juniore (Romane Benel, Floriane Bogard, Aurore Vanzeveren)[24]
- 3e : équipe carabine 3x20 sénior 2 (Eric Deporte, Michel Lecreux, Catherine Muller)[24]

#### 2019
- Catherine Muller : 3e en carabine 3x20 sénior 2[27]

#### 2020
- Valérie Béguinot : 2e carabine 10 mètres Séniors 1 - HP - Car 10m Couché Potence NE - 603.3 [28]
- 2e : équipe arbalète 10 m dame 1 (Floriane Bogard, Marjorie Le Goas, Catherine Muller)

#### 2022
- Solène Willemin : Championne de France en pistolet 10m benjamine[29]
- 2e : équipe arbalète 10 m dame 1 (Floriane Bogard, Catherine Muller, Aurore Vanzeveren)[30]

2023
- Floriane Bogard : Championne de France en arbalète 10m dame 1[31]
- Solène Willemin : Championne de France en pistolet 10m minime[32]
- Floriane Bogard : Vice-championne de France en arbalète 30m debout sénior 1[33],[34]
- Floriane Bogard : Vice-championne de France en arbalète 30m genoux sénior 1[33],[34]
- Floriane Bogard : Championne de France en arbalète 30m combiné sénior 1[33],[34]
- Michel Lecreux : 3e en carabine 3x20 300 m sénior 2[35]
- 2e : championnat de France des clubs 50m division 2 (Marin Didelot, Michel Lecreux, Sophie Willemin, Sandrine Brion-Bogard, Floriane Bogard)[36]

2024
- Solène Willemin : Championne de France en pistolet 3x7 minime[37]
- Solène Willemin : Vice-championne de France en pistolet 10m minime[38]
- Floriane Bogard : 3e en arbalète 30m debout sénior 1[39],[40]
- Floriane Bogard : Championne de France en arbalète 30m genoux sénior 1[39],[40]
- Floriane Bogard : Vice-championne de France en arbalète 30m combiné sénior 1[39],[40]

2025
- Solène Willemin : Championne de France en pistolet standard cadette[41],[42]
- Solène Willemin : 3e en pistolet 10m cadette[43]
- Floriane Bogard : Championne de France en arbalète 30m debout sénior 1[44],[45]
- Margot Poisson : Vice-championne de France en carabine 10m poussine[46],[47]
- Margot Poisson : Vice-championne de France en pistolet 10m poussine[46],[48]

### Performances au niveau international
Depuis plusieurs années, la société de tir de Neufchâteau est aussi représentée par ses tireurs à l'étranger. Elle est même représentée au-delà des frontières de l'Europe,,. De plus, d'anciens sportifs de haut-niveau rejoignent le club ces dernières années ce qui permet de renforcer l'équipe.

#### 2015
- Floriane Bogard : 1re au Grand Prix de Lorraine en carabine 10 m juniore (match 1)[52]
- Floriane Bogard : 1re au Grand Prix de Lorraine en carabine 10 m juniore (match 2)
- Floriane Bogard : 3e au Grand Prix de Lorraine en carabine 60BC juniore
- Floriane Bogard : 3e au Grand Prix de Lorraine en carabine 3x20 dame (match 1)
- Floriane Bogard : 2e au Grand Prix de Lorraine en carabine 3x20 dame (match 2)

#### 2016
- Floriane Bogard : 1re à l'OFAJ en carabine 60BC cadette[53]
- Floriane Bogard : 1re à l'OFAJ en carabine 3x20 cadette
- Floriane Bogard : 1re par équipe à la Nations Cup en arbalète 10 m U23[54]
- Floriane Bogard : 2e par équipe à l'Austria Open en arbalète 10 m U23[55]

#### 2018
- Floriane Bogard : 2e par équipe à Hanovre (ISCH) en carabine 3x40 juniore[56],[57]

#### 2019
- Floriane Bogard : 3e à l'Austria Open en arbalète 10 m U23
- Floriane Bogard : 3e à l'Austria Open en arbalète 10 m mixed team U23[58]
- Floriane Bogard : Vice-Championne du Monde en arbalète 30 m U23[59],[60],[61]

#### 2022
- Floriane Bogard : 2e au Grand Prix de France arbalète 10 m dame (match 1)
- Floriane Bogard : 2e au Grand Prix de France arbalète 10 m dame (match 2)

2025
- Solène Willemin : 3e au RIAC en pistolet 10m juniore[62]
- Solène Willemin : 3e à l'OFAJ en pistolet 10m cadette[63]
- Solène Willemin : 3e à l'OFAJ en pistolet 25m cadette[63]
- Solène Willemin : 2e à l'OFAJ en mixed team[63]